# Championnats du monde de cross-country 1975
Navigation
Édition précédente Édition suivante
Les 3es Championnats du monde de cross-country IAAF  se sont déroulés en 1975 à Rabat (Maroc).

## Résultats

### Cross long hommes

#### Individuel
| Médaille | Athlète                 | Temps       |
| Or       | Ian Stewart Écosse      | 35 min 20 s |
| Argent   | Mariano Haro Espagne    | 35 min 21 s |
| Bronze   | Bill Rodgers États-Unis | 35 min 28 s |

#### Équipes
| Médaille | Athlètes         | Points  |
| Or       | Nouvelle-Zélande | 127 pts |
| Argent   | Angleterre       | 198 pts |
| Bronze   | Belgique         | 211 pts |

### Course juniors hommes

#### Individuel
| Médaille | Athlète                    | Temps       |
| Or       | Bobby Thomas États-Unis    | 21 min 00 s |
| Argent   | José Luis González Espagne | 21 min 18 s |
| Bronze   | John Treacy Irlande        | 21 min 23 s |

#### Équipes
| Médaille | Athlètes   | Points |
| Or       | États-Unis | 29 pts |
| Argent   | Irlande    | 35 pts |
| Bronze   | Espagne    | 44 pts |

### Cross long femmes

#### Individuel
| Médaille | Athlète                         | Temps       |
| Or       | Julie Brown États-Unis          | 13 min 42 s |
| Argent   | Bronislawa Ludwichowska Pologne | 13 min 47 s |
| Bronze   | Carmen Valero Espagne           | 13 min 48 s |

#### Équipes
| Médaille | Athlètes         | Points |
| Or       | États-Unis       | 44 pts |
| Argent   | Nouvelle-Zélande | 50 pts |
| Bronze   | Pologne          | 61 pts |